# 凯利乌斯·鲁富斯
凯利乌斯·鲁富斯（英語：Marcus Caelius Rufus），（前82年—前48年）。出生于意大利的古罗马政治家之一，西塞罗的密友。他在西塞罗与克拉苏的指导下接受教育。公元前52年担任保民官。罗马内战时期，他支持凯撒反对庞培，先后在意大利西北部和西班牙等地作战。公元前48年，被授予“涉外诉讼审判官”一职。不久由于与人不和以及政策失误而去职。后因为参加反对凯撒的暴动被杀。